# Pedro Pablo Figueroa
Pedro Pablo Figueroa, född den 25 december 1857 i Copiapó, död 1906 i Santiago, var en chilensk författare under pseudonymen Julian Febrero.
Figueroa var medarbetare i många nordamerikanska och spanska tidningar och tidskrifter. Mångsidigt bildad, även framstående tecknare, uppsatte han flera tidningar i Chile. Av hans romaner, sedeskildringar, biografisk-litterära arbeten et cetera kan anföras La cortesana, La odisea del desierto Apuntes historicos, Galeria de escritores chilenos, Publicistas contemporaneos, Periodistas nacionales, Tradiciones y leyendas, El periodista Marlir, La historia de un romance, Romelia, El señador och Don Benjamin Vicuña Mackenna.